# Adéla Svobodová
Adéla Svobodová (* 25. června 1978 Praha) je grafická designérka a výtvarná umělkyně.

## Život
V letech 2001–2005 Svobodová studovala grafický design na Fakultě výtvarných umění VUT v Brně a v rozmezí let 2002–2008 také na Akademii výtvarných umění v Praze, nejprve v ateliéru nových médií vedených Michaelem Bielickým a následně v malířském ateliéru u Vladimíra Skrepla. V druhé polovině nultých let byla členkou skupiny Ládví, která své intervenční praktiky zaměřila na identifikaci kvalit veřejného prostoru stejnojmenného pražského sídliště. Kromě toho se věnovala tvorbě vlastních objektů a videí. První samostatnou výstavu měla spolu s Jiřím Thýnem v roce 2004. V roce 2008 získala za soubor objektů jednu z cen na mezinárodní přehlídce diplomamtů umělecký škol StartPoint. Paralelně se věnovala grafickému designu a od konce desetiletí se zaměřila na grafické úpravy publikací o výtvarném umění: uměleckých monografií, výstavních katalogů, autorských knih nebo odborných uměnovědných publikací. S francouzskou grafičkou Pauline Kerleroux založila studio Pauline & Adela a na publikacích spolupracuje také grafičkou s Terezou Hejmovou. Za antologiíi Atlas transformace získala ocenění The Most Beautiful Swiss Books 2010 a zlatou medaili v soutěži Schönste Bücher aus aller Welt. Ve výročních cenách Czech Grand Design byla vyhlášena Grafickým designerem roku 2021. Řada jejích grafických úprav byla oceněna rovněž v každoroční soutěži Nejkrásnější české knihy roku. Adéla Svobodová žije v Praze. Jejím partnerem je fotograf Jiří Thýn. Její starší bratr Tomáš Svoboda je vizuální umělec.

## Samostatné výstavy
- 2017 Markéta Othová, Adéla Sbobodová. Lucie Drdova Gallery, Praha ( s Markétou Othovou)[6]
- 2016 Antiobjekt. Moravská galerie v Brně, Pražákův palác[7]
- 2014 Sběratel nápadů. Galerie Ferdinanda Baumanna (s Tomášem Svobodou)[8]
- 2008 Kopni se do hlavy 58krát za minutu. Galerie Entrance, Praha[9]
- 2007 4=5. Galerie 35m2, Praha
- 2005 O umění. Galerie Jelení, Praha[10]
- 2004 1+1. Galerie Jelení, Praha (s Jiřím Thýnem)[11]

## Grafické úpravy knih (výběr)
- Baladrán Z., Havránek V., Krejčová V. (ed.): Atlas transformace. tranzit.cz, Praha, 2009.
- Pospiszyl T. (ed.): Lukáš Jasanský, Martin Polák. tranzit.cz, Praha, 2012.
- Nikl P., Wohlmuth R., Přibáň J.: Petr Nikl. Hra o čas. Arbor vitae, Praha, 2013. [12]
- Havránek V.: Ján Mančuška. První inventura. tranzit.cz, 2015.
- Koťátková E., Havránek V., (ed.): Obrazový atlas dívky, která rozřezala knihovnu na části. tranzit.cz, Praha, 2015.
- Jiří Thýn. Zahrada. Nakladatelství Akademie múzických umění v Praze a hunt kastner, Praha, 2018.[13]
- Mitášová M. (ed.): Anna Daučíková. Transformácie. Slovenská národná galéria, Bratislava, 2018[14]
- Koťátko P.: Anička, mluvící potok a další chovanci ústavu paní Majerové. Meander, Praha, 2019.[15]
- Baronová B., Pepe D.: Ženy o ženách. Intimita tvorby českého ženského filmového a literárního dokumentu. Wo-men, Praha & Univerzita Tomáše Bati, Zlín, 2019.
- Pejčochová M.: Posel z Dálného východu. Vojtěch Chytil a sběratelství moderní čínské tušové malby v meziválečném Československu. Národní galerie Praha, 2019.
- Pomajzlová A.: Devětsil 1920–1931. Galerie hlavního města Prahy, Praha, 2019 (s Terezou Hejmovou)
- Winter T., Machalíková P.: Jdi na venkov! Výtvarné umění a lidová kultura v českých zemích 1800–1960. Arbor vitae, Praha, 2019. (s Terezou Hejmovou)[16]
- djav azodnem. Autorský sešit Aleksandry Vajd a Jimeny Mendozy. Vysoká škola uměleckoprůmyslová, Praha, 2020.[17]
- Vinglerová M. (ed.): Móda v modré. Tradice a současnost indiga v japonském a českém textilu. Uměleckoprůmyslové museum v Praze, Praha, 2020 (s Terezou Hejmovou)
- Morganová P., Nekvindová T., Svatošová D.: Výstava jako médium. České umění 1956-1999. Akademie výtvarných umění, Praha 2020.
- Janečková M., Lehkoživová I. (ed.): Karel Prager a Družstvo pro výstavbu rodinných domků s ateliéry. Archiv výtvarného umění, Kostelec nad Černými lesy, 2020.[18]
- Černá Pivovarovová, M.: Viktor Pivovarov. Ach jo. Arbor vitae, Praha 2021. ISBN 978-80-88256-16-8[19]
- Machalíková, P. (ed.): Let s voskovými křídly. Josef Mánes (1820–1871). Arbor vitae, Praha 2022. ISBN 978-80-88256-18-2 (s Terezou Hejmovou)
- Kateřina Kubínová, Pavla Machalíková, Tomáš Winter (eds.): „… a viděl jsem nové nebe a novou zemi…“, Artefactum a Západočeská galerie v Plzni 2023. ISBN 978-80-88283-84-3 (s Terezou Hejmovou)

## Ocenění
The Most Beautiful Swiss Books
- 2010 - Atlas transformace.[20]

Schönste Bücher aus aller Welt
- 2011 Zlatá medaile - Atlas transformace.

Nejkrásnější česká kniha roku
- 2009 2. místo v kategorii Vědecká a odborná literatura – Atlas transformace.[21]
- 2013 2. místo v kategorii Katalogy: Petr Nikl. Hra o čas.[22]
- 2014 3. místo v kategorii Odborná literatura: Sídliště Solidarita.[23]
- 2015 3. místo v kategorii Bibliografie a autorské knížky: Obrazový atlas dívky, která rozřezala knihovnu na části[24]
- 2019 1. místo v kategorii Odborná literatura: Jdi na venkov![25]
- 2019 1. místo v kategorii v Knihy o výtvarném umění: Posel z dálného východu.[26]
- 2019 2. místo v kategorii Katalogy: Devětsil 1920–1931.[27]
- 2020 1. místo v kategorii Odborná literatura a Cena Grafické unie: Výstava jako médium. [28]
- 2020 1. místo v kategorii Katalogy: Móda v modré.[29]
- 2020 2. místo v kategorii Bibliografie a autorské práce: djav azodnem.[17]
- 2023 1. místo v kategorii Katalogy: „…a viděl jsem nové nebe a novou zemi…“[30]
- 2023 2. místo v kategorii Odborná literatura: Osvěta, kultura, zábava (kulturní domy v Československu)[30]

Ceny Czech Grand Design
- 2021 Grafický designer roku – Móda v modré, Výstava jako médium, Divadlo ulice[5]